# ハワイ州道200号線

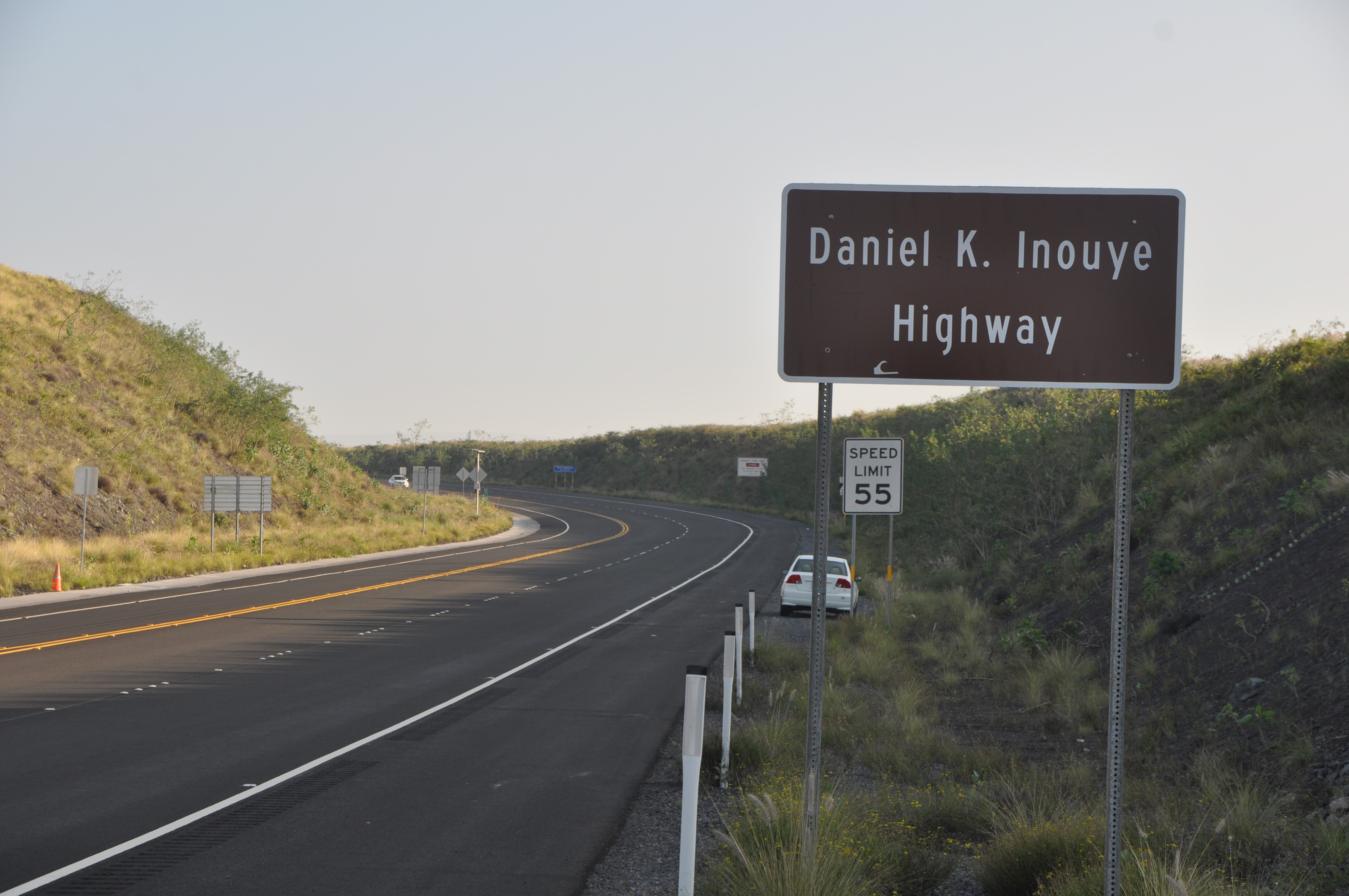
ハワイ州道190号線からハワイ州道200号線へ入ってすぐの道路サイン

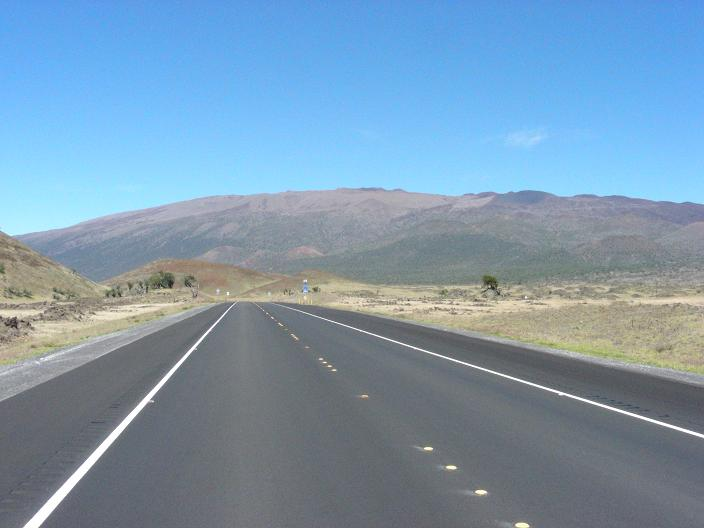
ポーハクロア米軍訓練所（Pōhakuloa Training Area）付近の新道路（2007年撮影）。後方はマウナ・ロア山

ハワイ州道200号線（ハワイしゅうどうにひゃくごうせん、英語: Hawaii State Highway 200）は別名がサドルロードともダニエル・イノウエ・ハイウェイともいい、アメリカ合衆国ハワイ州の最大の島であるハワイ島にある州道のひとつで、島の中央部を東海岸のヒロと西海岸のカイルア・コナを最短距離で結ぶ道路の一部として利用されている。

## 概要

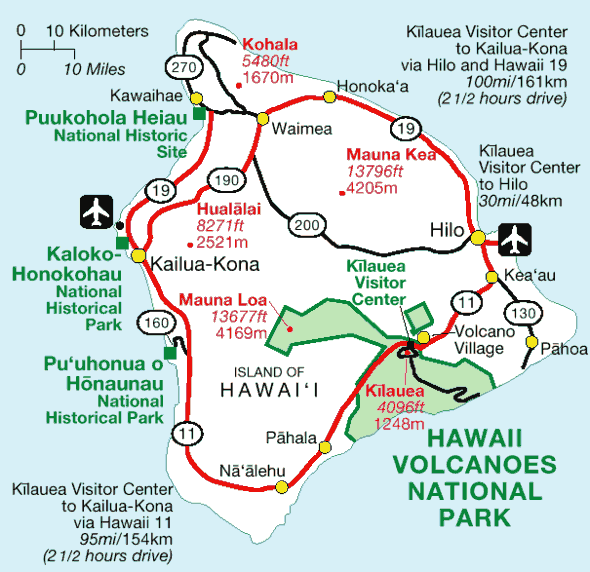
ハワイ州道200号線は東海岸のヒロと西海岸のカイルア・コナを最短距離で結ぶ道路の一部として利用されている。

ハワイ州道200号線はハワイ島の中央部分で、北にあるマウナ・ケアと南にあるマウナ・ロア山・フアラライ山の間を抜ける道路で、ヒロまたはカイルア・コナから両山へ入山するのに使われてきた。もともとは未舗装の道路で、上下が激しいサドルロード（Saddle Road＝馬の鞍のような道路）と呼ばれた道路で、最近までレンタカー会社はこの道路（と州道11号線からサウスポイントへの未舗装道路）での事故は保険に含まれないとした状態であった。
1959年にハワイが州に昇格した時からこの道路はハワイ郡の管轄とされてきた。しかし、この道路の利用が進むのに対応して、1992年には再整備が始まり、2013年には路線も少し変更されて完成し、ヒロ側の普通道路も含めた新州道200号線が開通して、「ダニエル・イノウエ・ハイウェイ」という名称も付けられ、現在は全長84.8kmになっている。

## 路線
観光客が多い西海岸のカイルア・コナからはまず州道190号線でワイメアの方面へ向かうと、右手にフアラライ山が見えて、しばらくすると正面にコハラ山地、右手前方（東）にマウナ・ケアが見えて、ワイメアへ達する手前で右折して州道200号線に入る（北緯19度56分10秒 西経155度41分14秒 / 北緯19.93611度 西経155.68722度座標: 北緯19度56分10秒 西経155度41分14秒 / 北緯19.93611度 西経155.68722度）。
この州道を東へ向かうと、左手のマウナ・ケアと右手のマウナロア山の間を進み、ポーハクロア米軍訓練所（Pohakuloa Training Area）を経て、次第に高度が増し、まわりは小さなドーム型の噴石丘が沢山見えて、間もなく最高地点（2,021m）に達する。近くにプウ・フルフル（Pu'u Huluhulu）というハワイ人の聖地を中心に公園があり、そこから各種天文台が林立するマウナ・ケアへ登る道路の入り口もある。このあたりは東から西へ抜ける風が強かったり、霧が立ち込める場合が多い。そのあとは徐々に下って、島の東の風上側の多雨林地帯を抜ける。
ヒロの市街区の近くになると、州道200は左へ昔ながらの坂が多く曲がりくねった狭い「サドル・ロード」へ入り、ワイアヌエヌエ・アベニューに入り、ヒロの街中の海岸沿いのハワイ州道19号線で終点になるが、これは付近の住民にしか使われない。広い道路の方は「ハワイ州道2000号線」（約11マイル）の標識があり（北緯19度40分51秒 西経155度9分23秒 / 北緯19.68083度 西経155.15639度）、ここをさらに進むとコモハナ・ストリートにぶつかり、さらに東へプアイナコ・ストリートを進むと、ヒロ大神宮を経て、ヒロの街郊外のハワイ州道11号線へ達して終わる。

## 参照
1. ↑   Daniel K. Inouye Highway: New segment of Saddle Road opens (Hawaii 24/7))
2. ↑   サドルロードを走ろう！